# Armin Veh
Armin Veh (Augsburg, 1 februari 1961) is een Duits voetbalcoach en voormalig profvoetballer.

## Spelerscarrière
Veh speelde als middenvelder tussen 1979 en 1983 bij Borussia Mönchengladbach. In 1980 speelde hij de UEFA Cup finale, die verloren ging van Eintracht Frankfurt. In 1984 beëindigde een gebroken been zijn profcarrière. In 1985 ging Veh voor zijn thuisclub FC Augsburg voetballen. Twee jaar later trok hij naar het kleinere TSV Schwaben Augsburg. Daarna sukkelde hij met vele blessures en trok hij nog naar SpVgg Bayreuth. In november 1990 beëindigde hij op 29-jarige leeftijd zijn spelerscarrière.

## Trainerscarrière
Veh coachte vijf jaar lang FC Augsburg. Daarna was hij actief als coach bij SpVgg Greuther Fürth, SSV Reutlingen, Hansa Rostock en opnieuw FC Augsburg. Op 16 februari 2006 werd hij door VfB Stuttgart aangesteld als vervanger voor de ontslagen Giovanni Trapattoni. Op 18 april 2006 en 19 januari 2007 werd zijn contract telkens verlengd. Op 19 mei 2007 werd hij kampioen met VfB Stuttgart. Op 26 mei 2007 verloor VfB Stuttgart de finale van de DFB-Pokal van FC Nürnberg met 3-2 en liep zo de dubbel mis. Op 23 november 2008 vertrok Veh bij VfB Stuttgart na mindere resultaten. Op 23 mei 2009 werd bekend dat Veh landskampioen VfL Wolfsburg zou overnemen van Felix Magath, die bij Schalke 04 tekende. Op 25 januari 2010 werd hij na slechte resultaten ontslagen. Op 24 mei 2010 werd hij gepresenteerd aan de pers als nieuwe hoofdtrainer van Hamburger SV. Op 13 mei 2011 werd hij ontslagen na een 6-0 blamage tegen Bayern München. Op dat moment stonden ze zes punten verwijderd van een plek die recht heeft op Europees voetbal. Op 30 mei 2011 werd hij voorgesteld als nieuwe trainer van Eintracht Frankfurt. Nadat hij met de club promotie naar de Bundesliga afdwong in zijn eerste seizoen, verlengde hij zijn contract. Hij vroeg meteen na de promotie nadrukkelijk om versterking. Die versterking kwam er, met onder meer Kevin Trapp, Bastian Oczipka en Stefan Aigner, de steunpilaren van het elftal dat tijdens het seizoen 2012-2013 nooit uit de linkerkolom zou verdwijnen. Op 25 maart 2013 verlengde hij zijn contract tot medio 2014.
Veh tekende op 12 mei 2014 opnieuw een contract als hoofdcoach bij VfB Stuttgart, ditmaal voor twee jaar. Hij legde die functie op 25 november van datzelfde jaar zelf neer. Stuttgart stond op dat moment laatste in de Bundesliga, met negen punten uit twaalf wedstrijden. Hij werd opgevolgd door de Nederlander Huub Stevens, die de club voor de tweede maal onder zijn hoede nam en Stuttgart opnieuw voor degradatie wist te behoeden. Veh tekende in juni 2015 vervolgens een contract tot medio 2017 bij Eintracht Frankfurt, waar hij voor de tweede keer in zijn trainerscarrière aan de slag ging. De club zette hem in maart 2016 aan de kant. Hij werd opgevolgd door de Kroaat Niko Kovač.